# Stanislav Ivanov
Stanislav Ivanov, né le 7 octobre 1980 à Tiraspol en Moldavie, est un footballeur international moldave, qui évoluait au poste de milieu défensif.
Il compte 43 sélections en équipe nationale entre 2001 et 2013.

## Biographie

### Carrière de joueur
Au cours de sa carrière, il remporte quatre championnats de Moldavie, et quatre coupes de Moldavie.
Il dispute 10 matchs en Ligue des champions et 2 matchs en Ligue Europa.

### Carrière internationale
Stanislav Ivanov compte 43 sélections avec l'équipe de Moldavie entre 2001 et 2013. 
Il est convoqué pour la première fois par le sélectionneur national Alexandru Spiridon pour un match des éliminatoires de la Coupe du monde 2002 contre la Turquie le 6 octobre 2001 (défaite 3-0). Il reçoit sa dernière sélection le 6 février 2013 contre le Kazakhstan (défaite 3-1).

## Palmarès
- Avec le Sheriff Tiraspol :
  - Champion de Moldavie en 2001, 2002, 2003 et 2004
  - Vainqueur de la Coupe de Moldavie en 1999, 2001 et 2002

- Avec le FC Tiraspol :
  - Vainqueur de la Coupe de Moldavie en 2013